# Al-Shamal Stadium
Das Al-Shamal Stadium sollte in der katarischen Stadt Madīnat asch-Schamāl, Hauptstadt der Gemeinde asch-Schamal im Norden des Landes, errichtet werden und war als ein möglicher Spielort für die Fußball-Weltmeisterschaft 2022 vorgesehen. Das Fußballstadion sollte über 45.120 überdachte Plätze verfügen. Geplant wurde es vom Architekturbüro Albert Speer & Partner des deutschen Architekten Albert Speer junior. Nach der WM war der Rückbau der Fußballarena auf 25.500 Plätze geplant und es sollte anschließend die Heimspielstätte des Fußballvereins al-Shamal SC werden. Die Pläne für dieses Stadion wurden verworfen.